# Смидович (Еврейская автономная область)
Смидо́вич — посёлок городского типа в России, административный центр Смидовичского района Еврейской автономной области.
Население — 4262 чел. (2023). Железнодорожная станция Ин на Транссибе. Посёлок расположен на федеральной автотрассе «Чита — Хабаровск» в 76 км восточнее Биробиджана, в 126 км западнее Хабаровска.
Посёлок Смидович стоит в долине реки Большой Ин (правый приток Урми, бассейн Тунгуски). До правого берега реки Большой Ин около 5 км.
В поселке находится штаб и стадион команды по хоккею с мячом «Урожа́й».

## Этимология
Возник как посёлок при станции Ин Транссибирской железной дороги (открыта в 1915 году), название станции от гидронима Ин (якутское ин — «овраг, ров», а также, возможно, «речная долина»). После образования Еврейской автономной области в 1934 году переименован в честь советского партийного деятеля П. Г. Смидовича.

## История
В 1906—1916 году в связи со столыпинской реформой переселенцы с западных областей отправлялись на свободные земли Дальнего Востока. Так возникла станция Ин в 1910 году в связи с переселением крестьян из западных регионов и по причине строительства Амурского участка Транссиба. В 1934 году рабочий посёлок Ин был переименован в рабочий посёлок Смидович, позднее образовался Смидовичский район, центром которого стал посёлок Смидович. Район и посёлок названы в честь Петра Гермогеновича Смидовича, советского государственного деятеля, много сделавшего для переселения еврейских тружеников и образования автономии.
20 июля 1934 года ВЦИК постановил «образовать в составе автономной Еврейской национальной области: 5) Смидовичский район с центром в рабочем посёлке Смидович (быв. Ин)».

## Климат
Климат посёлка умеренный муссонный. Зимой преобладает малооблачная и морозная погода. Снежный покров невелик. Лето жаркое, в июле и августе с избыточным увлажнением.
| Показатель                   | Янв.  | Фев.  | Март | Апр. | Май  | Июнь | Июль | Авг. | Сен. | Окт. | Нояб. | Дек.  | Год |
| ---------------------------- | ----- | ----- | ---- | ---- | ---- | ---- | ---- | ---- | ---- | ---- | ----- | ----- | --- |
| Средняя температура, °C      | −21,9 | −17,2 | −7,5 | 4,4  | 12,1 | 17,8 | 21,0 | 19,5 | 13,0 | 3,9  | −8,5  | −19,2 | 1,5 |
| Норма осадков, мм            | 10    | 9     | 20   | 40   | 57   | 80   | 139  | 160  | 84   | 41   | 21    | 12    | 673 |
| Источник: ФГБУ "ВНИИГМИ-МЦД" |       |       |      |      |      |      |      |      |      |      |       |       |     |

## Население
| 1924  | 1926  | 1930  | 1939  | 1959  | 1970  | 1979  |
| ----- | ----- | ----- | ----- | ----- | ----- | ----- |
| 1696  | ↗2495 | ↗3100 | ↗8074 | ↗9008 | ↘7357 | ↘6947 |
| 1989  | 1992  | 2002  | 2009  | 2010  | 2011  | 2012  |
| ↘6646 | ↘6500 | ↘5905 | ↘5195 | ↘5120 | ↘5075 | ↘4902 |
| 2013  | 2014  | 2015  | 2016  | 2017  | 2018  | 2019  |
| ↘4782 | ↘4664 | ↘4555 | ↘4435 | ↘4361 | ↘4279 | ↘4185 |
| 2020  | 2021  | 2023  |       |       |       |       |
| ↗4255 | ↗4298 | ↘4262 |       |       |       |       |

## Русская православная церковь
- Храм в честь Покрова Пресвятой Богородицы[26]

## Известные уроженцы и жители
- Дручин, Игорь Сергеевич (1929—2002) — советский писатель-фантаст, член Союза писателей СССР (1982), родившийся и проживавший на территории посёлка до 1937 года.
- Клипель, Владимир Иванович (1917—2011) — советский писатель, ветеран нескольких войн.
- Стругачёв, Семён Миха́йлович (род. 10 декабря 1957) — советский и российский актёр театра и кино, Народный артист России.
- Ковтун, Андрей Николаевич (1996—2022) — российский военнослужащий, старший лейтенант. Герой Российской Федерации.